# عدم تخلق رغامي
عدم التخلق الرغامي (المعروف أيضًا باسم الرتق الرغامي)، هو عيب خلقي نادر بمعدل انتشار أقل من 1/50000، وفيه تفشل عملية تطور الرغامى، ما يؤدي إلى خلل اتصال بين الحنجرة والحويصلات الهوائية في الرئتين. يسبب هذا العيب الموت عادةً، ولكن سجلت بعض الحالات معدل بقاء طويل المدى بعد التدخل الجراحي.
وصف باين المرض لأول مرة في عام 1900. حتى هذا التاريخ، تشير التقديرات إلى تسجيل ونشر نحو 200 حالة في جميع أنحاء العالم. سجلت عدة أنواع من المرض، وساهمت الاختلافات التشريحية الطفيفة إلى إنشاء أنظمة تصنيف مختلفة. يوجد ثلاثة أنواع رئيسية لعدم التخلق الرغامي: الأول والثاني والثالث.
في 2013، عولجت الطفلة الكورية الجنوبية هانا وارين، المولودة بعدم تخلق رغامي، بنجاح في مستشفى الأطفال في إلينوي، حيث بقيت على قيد الحياة في وحدة العناية المركزة خلال أول عامين ونصف من حياتها. صنعت الرغامى الصناعية، التي زرعت لها، بالاعتماد على هندسة الأنسجة باستخدام شبكة ألياف نانوية مغطاة بخلاياها الجذعية. نجحت عملية الزرع حينها، ولكنها توفيت بعد ثلاثة أشهر بسبب مشاكل صحية أخرى. يشاهد المرض لدى الذكور أكثر من الإناث بنسبة 2: 1.

## العلامات والأعراض
تختلف العلامات والأعراض الملاحظة اعتمادًا على ما إذا كان التقييم في الرحم أو بعد الولادة. وصفت العلامات والأعراض المشاهدة لدى الجنين فقط، وذلك بسبب نقص الأبحاث المجراة حول أعراض الأم.

### في الرحم
تتضمن الأعراض الكلاسيكية للمرض، خلال الحياة الجنينية في الرحم، غياب الرغامى الذي يؤدي إلى: متلازمة انسداد مجرى الهواء العلوي الخلقية وانتفاخ الرئة والاستسقاء السلوي وتشوهات القلب وانزياحه والاستسقاء الجنيني. تشيع التشوهات الخلقية الأخرى، كالتشوهات البولية والتناسلية والهضمية والعضلية الهيكلية، إذ شوهدت في 80% من الحالات المسجلة.
قد يؤدي عدم التخلق الرغامي إلى انتفاخ رئة الجنين بسبب تراكم السائل الرئوي بداخلها. في هذه الحالة، يظهر الفحص باستخدام الموجات فوق الصوتية تضخم رئتين ثنائي الجانب ومتجانس الصدوية، بالإضافة إلى انقلاب نصفي الحجاب الحاجز. يعتبر انتفاخ الرئة أحد الأعراض الكلاسيكية، ومع ذلك، شوهد في نحو 26% من الحالات، نقص تنسج الرئتين أو عدم تنسجهما بشكل كامل. كذلك، سجلت حالات تطورت فيها الرئتين بشكل طبيعي لدى بعض المولودين بعدم تخلق رغامي.
يؤدي التطور غير الطبيعي لرئتي الجنين إلى تشوهات قلبية وعائية. يسبب انتفاخ الرئتين انضغاط القلب وانزياحه، ما يعيق النمو الطبيعي للعضو وتطوره. تختلف درجة إعاقة العود الوريدي الطبيعي إلى القلب، اعتمادًا على شدة انضغاطه، ما قد يؤدي إلى حالة تعرف باسم الاستسقاء الجنيني (معروفة أيضًا باسم الحبن الجنيني)، وفيها يعاني الجنين النامي من الوذمة. يمكن رؤية الاستسقاء الجنيني في الرحم أثناء الفحص بالموجات فوق الصوتية.
يحدث الاستسقاء السلوي في الأجنة المصابة بناسور رغامي مريئي، إذ يعتقد أن السائل الذي تنتجه الرئتان ينتقل عبره إلى المعدة، ومنها إلى السائل السلوي.

### عند الولادة
أدى أكثر من نصف الحالات المسجلة لعدم التخلق الرغامي إلى الولادة المبكرة، وفي جميع الحالات المبلغ عنها تقريبًا، مات الأطفال بعد الولادة بقليل بسبب نقص الأكسجة. يعاني المصابون بالمرض من أعراض مميزة لمتلازمة انسداد مجرى الهواء العلوي الخلقية، وهذه تتضمن: بكاء غير مسموع بعد الولادة وقصور تنفسي وضيق نفس وزرقة. إضافةً لذلك، يظهر الفحص بالجس غياب الرغامى أسفل الغضروف الحلقي.